# Маэбур
Маэбу́р (фр. Mahébourg) — небольшой город (население 15 753 человека в 2000 году), расположенный на юго-восточном побережье острова Маврикий. Административный центр округа Гранд-порт. Находится на берегу живописной лагуны, вдоль берега которой тянется многокилометровый пляж. Вдоль всей пляжной зоны построены частные дома, закрывающие свободный доступ к морю.

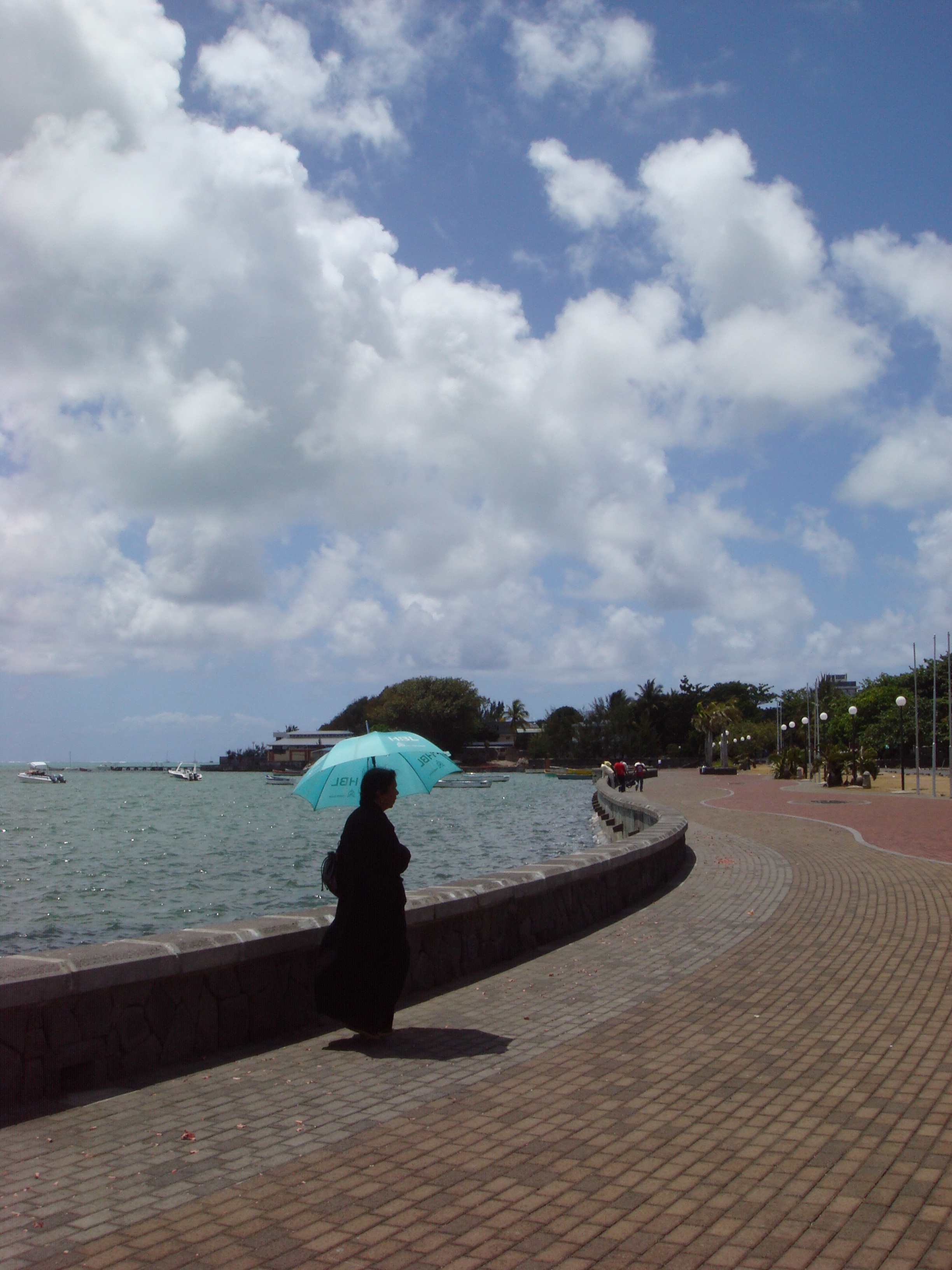
Набережная города Маэбург

Рядом с городом расположен Международный аэропорт имени сэра Сивусагара Рамгулама.

## История
Город основан в 1808 году и назван в честь французского мореплавателя и военачальника Бертрана Франсуа Маэ де Лабурдонне. Город был построен во время французской колонизации и в нём сохранились красивые дома в колониальном стиле.